# Эмоция

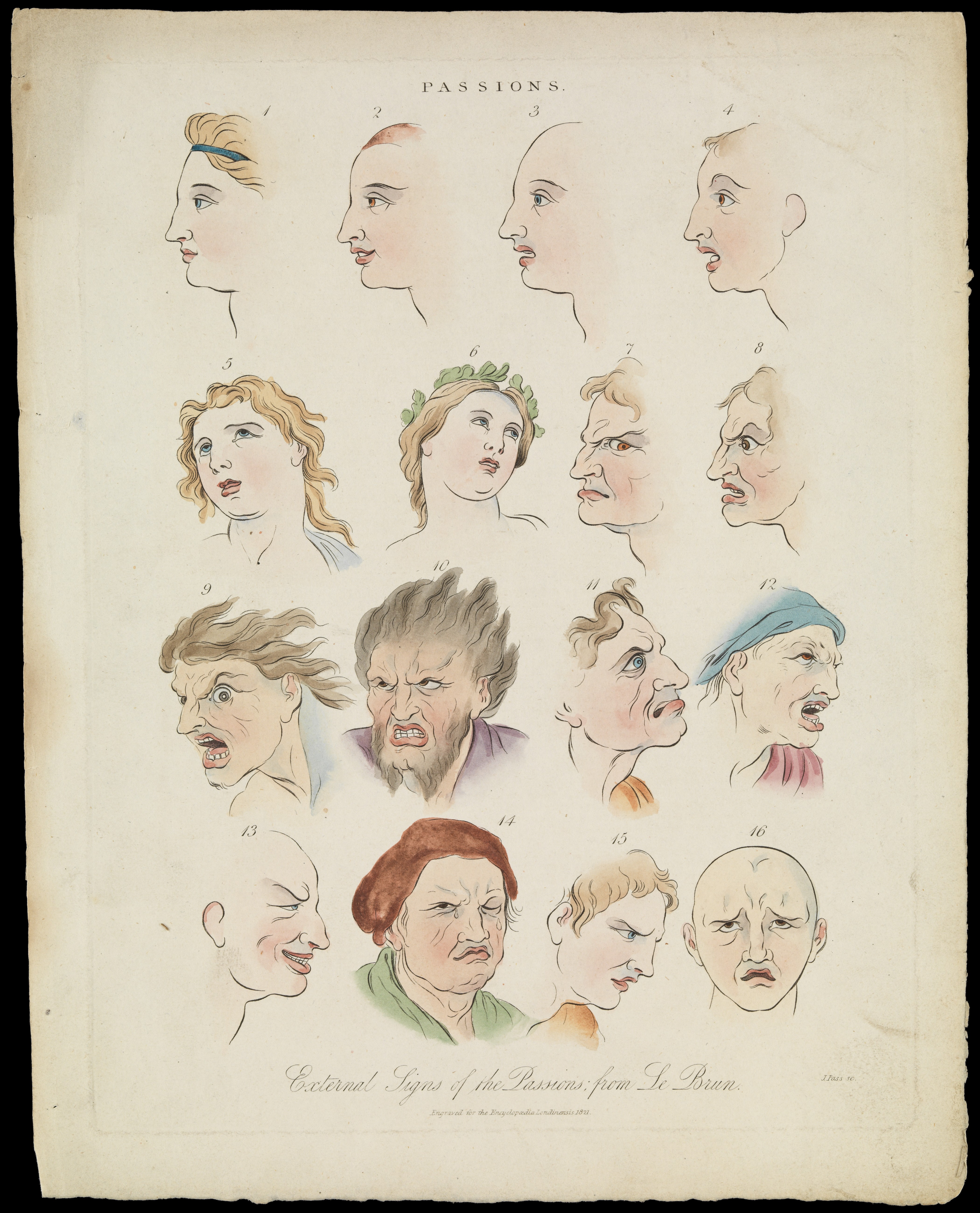
16 гравюр, изображающих человеческие эмоции, 1821 год

Эмо́ция (от лат. emoveo — потрясаю, волную) — психический процесс средней продолжительности, отражающий субъективное оценочное отношение к существующим или возможным ситуациям и объективному миру. Эмоции на рабочем месте влияют на производственные показатели организации.
Эмоции характеризуются тремя компонентами:
- переживаемым или осознаваемым в психике ощущением эмоции;

- процессами, происходящими в нервной, эндокринной, дыхательной, пищеварительной и других системах организма;

- наблюдаемыми выразительными комплексами, в том числе изменениями на лице, жестами, характером голоса и т. п.

Эмоции отличаются от других видов эмоциональных процессов: аффектов, чувств и настроений.
Эмоции, как и многие другие психические явления, понимаются разными авторами по-разному, поэтому вышеприведённое определение нельзя считать ни точным, ни общепринятым.
В современной науке существует пять направлений в определении связи эмоций и чувств:
- представление чувств и эмоций тождественными;

- отношение чувств к одному из видов эмоций;

- рассмотрение чувства как родового понятия разнообразных эмоций;

- представление о чувствах и эмоциях как о принципиально различных процессах;[5]

- представление об эмоциях как о проявлениях, предшествующих следующей ступени эволюции: чувствам, которые присущи существам, начиная с определенного уровня сознания.[6]

## Виды
Выделяют следующие виды эмоций:
- Отрицательная;
- Положительная;
- Нейтральная;
- Нетрадиционная;
- Статическая;
- Динамическая.

## Описание и методы изучения
Под эмоциями понимают протяжённые во времени процессы внутренней регуляции деятельности человека или животного, отражающие смысл (значение для процесса его жизнедеятельности), который имеют существующие или возможные в его жизни ситуации. У человека эмоции порождают переживания удовольствия, неудовольствия, страха, робости и тому подобного, играющие роль ориентирующих субъективных сигналов. Способа оценить наличие субъективных переживаний (ввиду того, что они субъективны) у животных научными методами пока не найдено. В этом контексте важно понимать, что сама по себе эмоция может, но не обязана такое переживание порождать, и сводится именно к процессу внутренней регуляции деятельности. Существует мнение, что эмоции не входят в сферу исследований психологов.
Эмоции эволюционно развились из простейших врождённых эмоциональных процессов, сводящихся к органическим, двигательным и секреторным изменениям, до значительно более сложных, утративших инстинктивную основу процессов, имеющих отчётливую привязку к ситуации в целом, то есть выражающих личное оценочное отношение к имеющимся или возможным ситуациям, к своему участию в них. К первичным витальным (связанным с выживанием) эмоциям, унаследованным человеком, относятся страх, ярость, боль и тому подобные эмоции.
Выражение эмоций имеет черты социально формирующегося, изменяющегося с течением истории языка, что можно видеть из различных этнографических описаний. В пользу этого взгляда говорит также, например, своеобразная бедность мимики у слепых от рождения людей.
К методам изучения эмоций относятся:
- Исследования на нейрофизиологическом уровне
  - Хирургические удаления и поражения (по этическим соображениям метод удалений применим только на животных. Иногда, впрочем, приходится проводить операции на мозге человека не ради неэтичного эксперимента, а, скажем, чтобы продлить жизнь онкобольного. В этом случае можно отслеживать побочные эффекты)
  - Вживление электродов для прямой стимуляции мозга (обладает побочными эффектами из-за иррадиации возбуждения)
  - Психофизиологические исследования (экспериментальный стресс с измерением ряда функций)
- Изучение эмоциональной экспрессии, произвольной (демонстрация определённого выражения эмоций) и спонтанной.
  - Метод FAST, Facial Affect Scoring Technique — сравнение зон лица с атласом выразительных фотографий и определение эмоции по совокупности.
  - Естественное наблюдение эмоциональной экспрессии (имеет ограничения из-за неразличимости кратковременных эмоциональных проявлений)
  - Узнавание эмоциональных выражений
- Феноменология эмоций: шкалы самооценки «ощущения эмоций».

## Границы понятия
Специалисты проводят различие между понятием «эмоция» и понятиями «чувство», «аффект», «настроение» и «переживание».
В отличие от эмоций, отражающих кратковременные переживания, чувства долговременны и могут оставаться на всю жизнь.
Аффект является острым проявлением эмоции, обычно вызван воздействием извне. В состоянии аффекта человек действует и принимает решения на основании лишь испытываемой эмоции. 
В отличие от аффектов, эмоции могут практически не иметь внешних проявлений, значительно продолжительнее по времени и слабее по силе. Кроме того, аффекты воспринимаются субъектом как состояния его «я», в котором субъект не управляет собой, а эмоции — как состояния, происходящие «в нём». Долгое пребывание в одном эмоциональном состоянии усиливает аффект. В свою очередь аффект, а точнее действия в состоянии аффекта могут изменить или усилить эмоцию, а также вызвать другой аффект. Отрицательные эмоции вызывают негативные аффекты, и наоборот. Например когда человек чувствует страх (аффект) за своё будущее, как реакцию на только что испытанную вспышку гнева (аффект), но стоит человеку совладать с аффектом и не поддаться ему, реакция меняется на противоположную — уверенность (аффект) в себе, а отрицательная эмоция может смениться положительной.
В отличие от настроений, эмоции могут меняться достаточно быстро и протекать довольно интенсивно.
Под переживаниями же обычно понимают исключительно субъективно-психическую сторону эмоциональных процессов, не включая физиологические составляющие.
Не существует однозначного мнения о том, можно ли различать субъективные понятия эмоций и мотивации. И. П. Павлов зачастую употребляет эти термины как синонимы, как и один из его учеников, Ю. М. Конорский, полагающий, что оба эти явления регулируются единой драйв-системой, носящей имя эмотивной или мотивационной. И. С. Бериташвили полагает, что эмоциональное возбуждение лежит в основе мотивационной деятельности (не голод побуждает к действию, но сопровождающее его эмоциональное возбуждение). П. К. Анохин выдвинул схожее положение, согласно которому отрицательные эмоциональные состояния мобилизуют организм на удовлетворение потребностей, а положительные эмоции являются конечным подкрепляющим фактором. Однако, другие исследователи — П. Т. Янг, А. В. Вальдман, П. В. Симонов — различают эти понятия. По Янгу, эмоция не является результатом внутриорганизменных изменений, побуждающих к удовлетворению потребности; Симонов выделяет эмоции как отдельный механизм, участвующий в регуляции поведения, а Вальдман считает, что эмоции вызываются преимущественно внешними, в то время как мотивы — преимущественно внутренними стимулами; мотивационное поведение, в отличие от эмотивного, носит организованный характер; эмоции носят психогенную природу, в то время как мотивации — эндогенно-метаболическую, и эмоции могут возникать на базе сильной мотивации, в том числе при сильных конфликтах при попытке удовлетворить потребность.

## Особенности
Одна из важнейших особенностей эмоций — их идеаторный характер, то есть способность формироваться по отношению к ситуациям и событиям, которые реально в данный момент могут не происходить, и существуют только в виде идеи о пережитых, ожидаемых или воображаемых ситуациях.
Другая важная особенность — их способность к обобщению и коммуникации (эмоции могут передаваться между людьми или животными), из-за чего эмоциональный опыт включает в себя не только индивидуальные переживания, но и эмоциональные сопереживания, возникающие в ходе общения, восприятия произведений искусства и тому подобного.

## Характеристики

### Валентность (тон)
Все эмоции характеризуются валентностью (или тоном) — то есть могут быть либо положительными, либо отрицательными, либо амбивалентными. Количество видов отрицательных эмоций, обнаруживаемых у человека, в несколько раз превышает количество видов положительных эмоций.

### Интенсивность
Эмоции могут различаться по интенсивности (силе). Чем сильнее эмоция, тем сильнее её физиологические проявления. На интенсивность эмоции в каждом конкретном случае влияет, обычно, большое количество факторов. В общем виде их вклад позволяет оценить формула Симонова.
Кроме того, интенсивность эмоций может зависеть от полноценности и функциональной целостности центральной и вегетативной нервной системы. Так у больных с повреждением спинного мозга максимальное снижение интенсивности эмоций наблюдается при нарушениях целостности его шейных сегментов.

### Стеничность
В зависимости от влияния на активность эмоции подразделяются на стенические (от др.-греч. σθένος — сила) и астенические (от др.-греч. ἀσθένεια — бессилие). Стенические эмоции побуждают к активной деятельности, мобилизуют силы человека (радость, энтузиазм и другие). Астенические эмоции расслабляют или парализуют силы (тоска, грусть и другие).

### Содержание
Эмоции бывают разными по содержанию, отражая различные аспекты значения вызвавших их ситуаций. Выделяются десятки различных эмоций. Каждый вид эмоции сопровождается специфической физиологической реакцией, в связи с чем некоторые учёные в прошлом выдвигали теории о том, что эмоции являются следствием физиологических реакций (теория Уильяма Джеймса и Карла Ланге — «мы чувствуем печаль, потому что плачем, мы боимся, потому что дрожим»), что, однако, было опровергнуто экспериментально исследованиями В. Кеннона, Ч. Шеррингтона и Д. Хебба, продемонстрировавшими вторичность висцеральных проявлений по отношению к мозговому психическому состоянию. На связи конкретных видов эмоций с конкретными физиологическими реакциями построены и работы Пола Экмана.

## Физиология
С физиологической точки зрения эмоция — активное состояние системы специализированных структур мозга, которое побуждает изменить поведение в сторону максимизации или минимизации этого состояния (регулирующая функция эмоций; из чего следует представление физиологических механизмов силы воли как управления своими эмоциями).
Эмоции проявляются как внешнее поведение и как перестройка внутренней среды организма, имеющая своей целью адаптацию организма к среде обитания. Например, эмоция страха подготавливает организм к «поведению избегания»: активизируется ориентировочный рефлекс, активирующая система мозга, усиливается работа органов чувств, в кровь выделяется адреналин, усиливается работа сердечной мышцы, дыхательной системы, напрягаются мышцы, замедляется работа органов пищеварения, и тому подобное. То, что множество физиологических изменений, связанных с эмоциями, проявляются в активации вегетативной нервной системы, имеет важное прикладное значение: в клинической и научно-исследовательской практике широко используются такие её параметры, как артериальное давление, пульс, дыхание, реакция зрачков, состояние кожных покровов (в том числе, элевация волос кожи), активность желез внешней секреции, уровень глюкозы в крови. До того, как эмоции проявятся в сознании (на уровне коры головного мозга), информация от внешних рецепторов обрабатывается на уровне подкорки, гипоталамуса, гиппокампа, достигая поясной извилины. Система гипоталамуса и миндалины обеспечивают реакцию организма на уровне простейших, базовых форм поведения.
Ещё Чарльз Дарвин, характеризуя эмоции в эволюционном плане, обратил внимание на их связь с инстинктивными формами поведения. Как он показал, мимические реакции свойственны даже детям, слепым от рождения. Такие базовые проявления эмоций носят врождённый характер и свойственны не только человеку, но и высшим животным — приматам, собакам и другим.

### Мимическая обратная связь
Известно, что не только эмоции могут вызывать непроизвольную мимику, но и произвольная мимика инициирует появление эмоций, то есть присутствует обратная связь. Человек, пытающийся изобразить эмоцию на своём лице и в своём поведении, начинает в той или иной степени на самом деле её испытывать.

### Эмоции и стресс
Слишком сильные эмоции, независимо от их валентности, являются стрессорами — утомляют организм и вводят его в состояние стресса. При продолжительном воздействии это приводит к различным проблемам, в том числе и физиологическим.

## Формулы эмоций

### Формула Симонова
Известна созданная советским психофизиологом П. В. Симоновым формула, в краткой символической форме представляющая совокупность факторов, влияющих на возникновение и характер эмоции.
Э{\displaystyle =f(} П {\displaystyle (}Ин-Ис{\displaystyle ))}
где Э — эмоция, её степень, качество и знак; П — сила и качество актуальной потребности; (Ин-Ис) — оценка вероятности (возможности удовлетворения потребности на основе врождённого и онтогенетического опыта); Ин — информация о средствах, прогностически необходимых для удовлетворения потребности; Ис — информация о существующих средствах, которыми реально располагает субъект.
Эта формула не применяется для получения конкретных количественных значений, а только для иллюстрации самого принципа формирования положительных или отрицательных эмоций различной силы.
Перечисленные выше факторы являются определяющими, необходимым и достаточными, однако следует учитывать также фактор времени (эмоция как кратковременный аффект или длительное настроение), качественные особенности потребности и индивидуально-типологические особенности субъекта. Из формулы следует, что вероятность удовлетворения потребности (сравнение значений ИС и ИН) влияет на знак эмоции, и отражательная функция эмоций совпадает с оценочной функцией.

## Мимические проявления

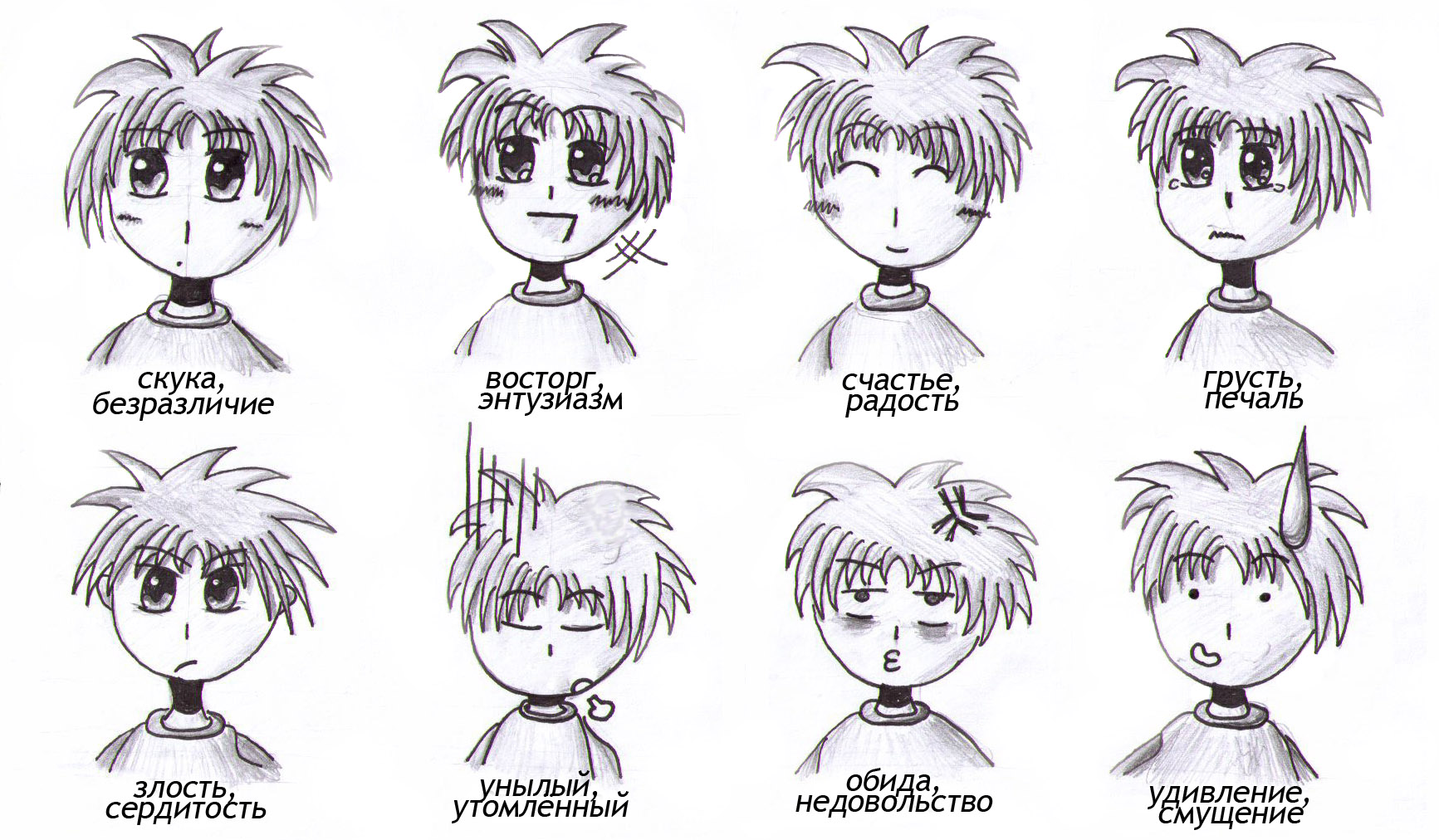
Эмоциональная мимика персонажей манги

Мимика — универсальный способ проявления эмоций среди людей вне зависимости от расовой и социальной принадлежности. Центр распознавания эмоций располагается в правом полушарии головного мозга и имеет отличную от центра распознавания лиц локализацию.
Существует так называемый феномен «эмоционального заражения» — эмоции, особенно в среде стадных животных, проявленные в поведении одной особью, вызывают сходные эмоции у других особей, которые эти проявления наблюдают. В человеческой среде этот эффект так же присутствует и особенно заметен в поведении толп.

Выражение эмоций у детей
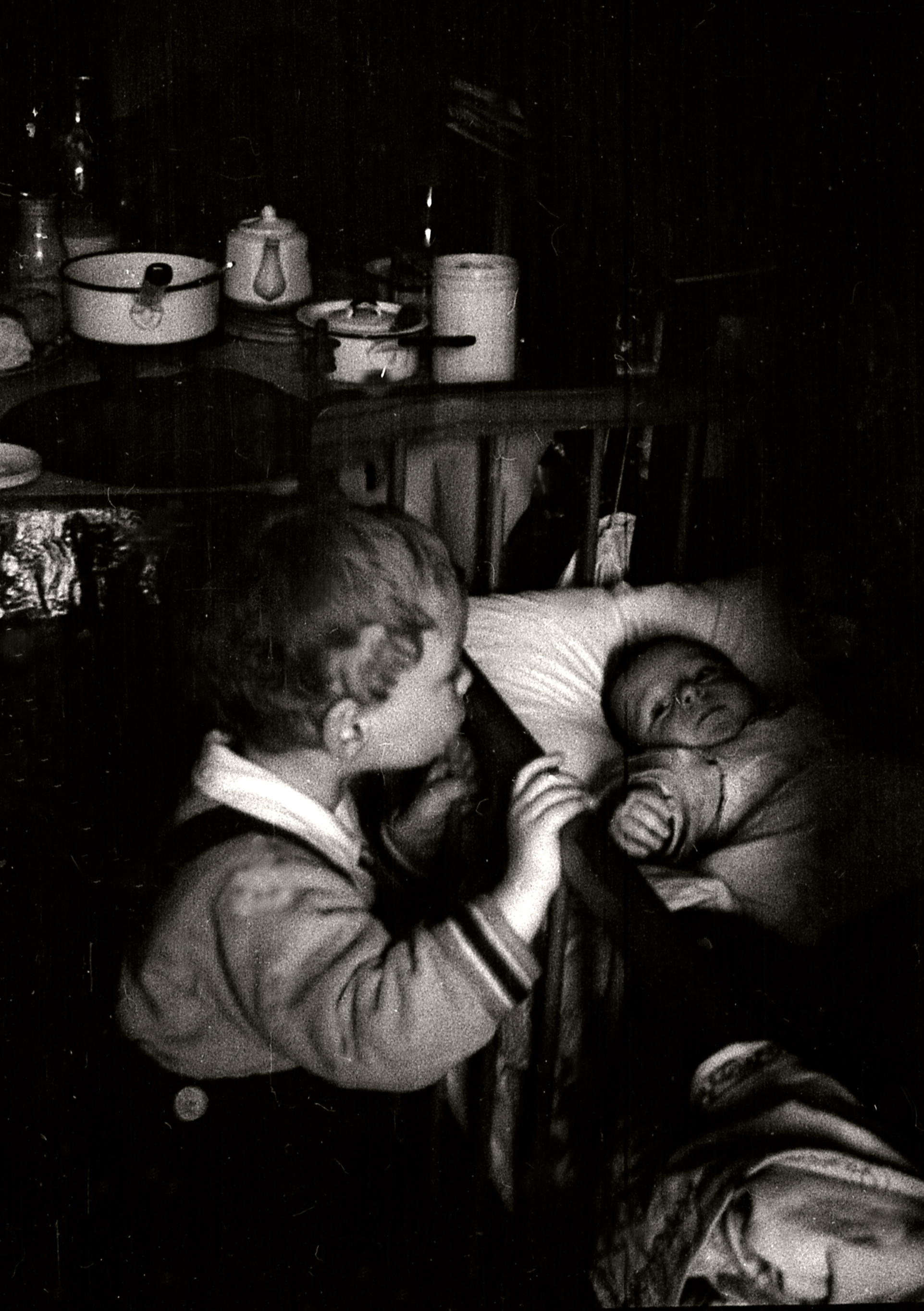
Любопытство
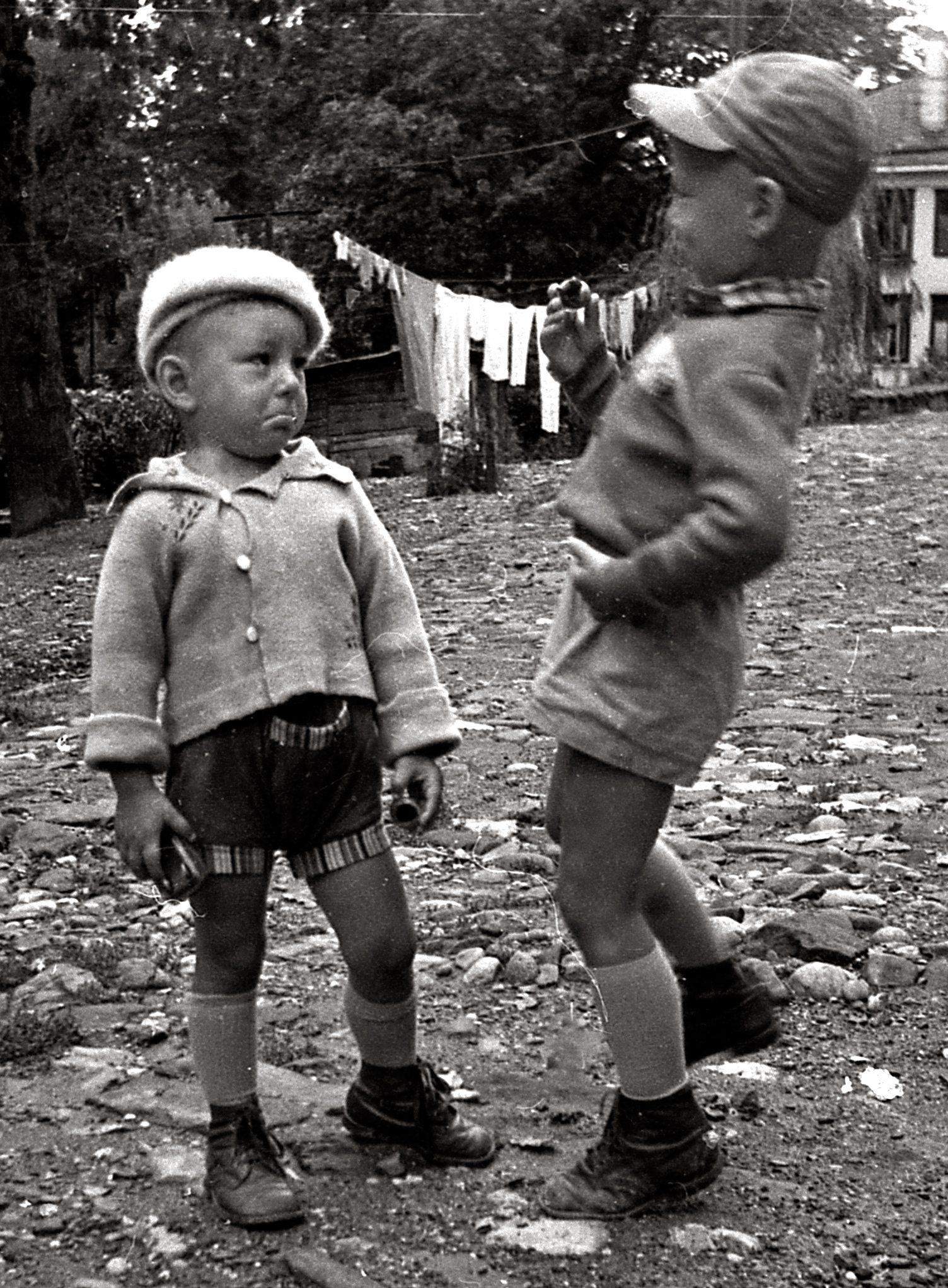
Обида
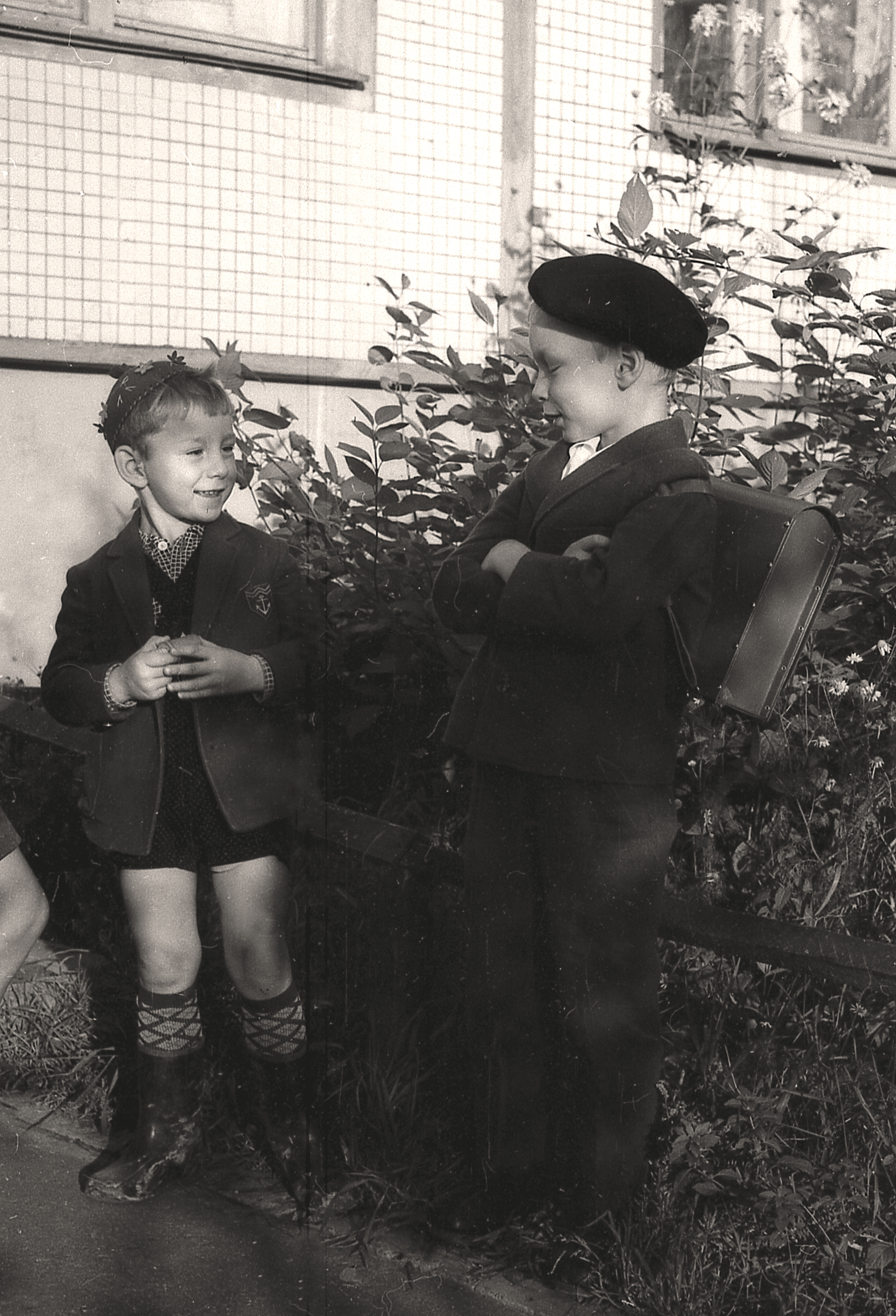
Зависть

## Микровыражения
Согласно теории Пола Экмана, эмоции человека сопровождаются микровыражениями, короткими непроизвольными выражениями лица (длительность микровыражения составляет от 40 до 200 миллисекунд), появляющимися на лице человека, пытающегося скрыть или подавить эмоцию. Микровыражения не поддаются сознательному контролю, то есть появляются независимо от желания человека.

## Психологические теории эмоций
По ряду вопросов о внутренней структуре, функциях и другим особенностям эмоций в психологии до сих пор нет единого мнения. Существует целый ряд теорий, пытающихся дать свои ответы на эти вопросы — например, биологическая теория Дарвина.
По теории основателя психологической школы права правоведа Л. И. Петражицкого, «истинными мотивами, двигателями человеческого поведения» являются эмоции, а социально-исторические образования есть лишь их проекции (Петражицкий, 1908).

## Формальные модели эмоций
Формальные модели эмоций в исследованиях по искусственному интеллекту ставят целью определение эмоций в форме применимой для конструирования роботов. Основными подходами в настоящее время являются OCC (Ortony-Clore-Collins) модель и так или иначе основанные на ней KARO, EMA, CogAff, модель Фоминых-Леонтьева, модель PAD (Pleasure-Arousal-Dominance), предложенная Mehrabian, и модель Плутчика.

## Национальные особенности
Исследователи отмечают наличие эмоций, присущих лишь определённым этническим группам и/или народам, с названиями, непереводимыми на другие языки. Британский психолог Тим Ломас (Tim Lomas) приводит следующие примеры:
- Мбуки-мвуки (mbuki-mvuki, банту) — непреодолимое желание сбросить одежду в процессе секса (танца);
- Килиг (kilig, тагалог) — приятное волнение при разговоре с предметом романтического увлечения;
- Саудади (португальский) — смесь печали, ностальгии, тоски и ощущения бренности счастья;
- Юань-бэй (кит. трад. 圓備, упр. 圆备, пиньинь yuánbèi) — чувство полного удовлетворения от достигнутого результата;
- Сукха (sukha, санскрит) — непреходящее ощущение счастья вне зависимости от обстоятельств;
- и т. д.

Работа по изучению специфических национальных эмоций продолжается.